# Ferry Rokko
Le Ferry Rokko (フェリーろっこう, Ferī Rokkō) est un ferry de la compagnie japonaise Miyazaki Car Ferry. Construit de 2021 à 2022 aux chantiers Naikai Zōsen à Onomichi, il navigue depuis octobre 2022 sur les liaisons reliant Kobe à Miyazaki, sur l'île de Kyūshū.

## Historique

### Origines et construction
À l'approche des années 2020, la compagnie Miyazaki Car Ferry exploite sur son unique liaison, reliant Kobe à Miyazaki, deux navires vieillissants, les sister-ships Miyazaki Express et Kobe Express. Hérités de la flotte de la défunte Marine Express, ces car-ferries naviguent en effet depuis la fin des années 1990 et leur conception ancienne ne correspond plus aux derniers standards en matière de confort, notamment depuis que les compagnies concurrentes Hankyu Ferry, Ferry Sunflower ou encore Meimon Taiyō Ferry ont entrepris le renouvellement de leurs flottes durant la décennie 2010. Fragilisé par d'importantes difficultés financières, l'armateur de Miyazaki n'avait pu, dans un premier temps, investir dans le renouvellement de son outil naval. Toutefois, grâce à l'aide apportée par la préfecture de Miyazaki ainsi que l'organisme Regional Economy Vitalization Corporation of Japan (REVIC), l'entreprise a pu, dès 2018, repartir sur des bases saines et ainsi définir pleinement sa stratégie à long terme. C'est dans ce cadre qu'au mois de décembre 2019, la direction annonce la commande d'une nouvelle paire de car-ferries destinés à prendre la relève du Miyazaki Express et du Kobe Express.
D'une conception similaire à celle de leurs prédécesseurs, les futurs navires affichent cependant des caractéristiques plus importantes avec notamment une longueur de 194 mètres. Ils intègrent également les dernières innovations du secteur de la construction navale avec une forme de coque spécialement étudiée pour améliorer les conditions de navigation, mais également une cheminée équipée d'épurateurs de fumées visant à réduire les émissions de soufre. Malgré une capacité passagère revue à la baisse, les aménagements intérieurs sont conçus selon les derniers standards en matière de confort avec davantage de places en cabine au détriment des dortoirs ainsi que des parties communes à la décoration soignée, représentant de ce fait une évolution significative par rapport aux navires de la précédente génération. Enfin, grâce à leurs dimensions plus élevées, la capacité de roulage des nouvelles unités est accrue avec environ 160 remorques mais reste toutefois identique voire inférieure à celle de l'ancienne paire avec seulement 80 véhicules. 
Commandés auprès de l'entreprise Naikai Zōsen, les navires sont réalisés sur le site de l'île d'Innoshima faisant partie de la ville d'Onomichi. Le second car-ferry, baptisé Ferry Rokko est mis sur cale en octobre 2021, peu de temps après le lancement de son jumeau le Ferry Takachiho, puis lancé le 30 mars 2022. Au terme d'environ six mois de finitions, Miyazaki Car Ferry prend livraison du navire le 23 septembre.

### Service
Après avoir quitté l'enceinte des chantiers Naikai Zōsen, le Ferry Rokko effectue sa première arrivée à Miyazaki dans la soirée du 25 septembre 2022. Les jours précédent sa mise en service, il effectue plusieurs voyages d'essais entre son port d'attache et Kobe avant de finalement entamer ses rotations commerciales le 4 octobre. 

## Aménagements
Le Ferry Rokko possède 8 ponts. Si le navire s'étend en réalité sur 10 ponts, deux d'entre eux sont inexistants au niveau des garages afin de permettre au navire de transporter du fret. Les locaux passagers occupent les ponts 3 et 4 tandis que l'équipage loge au pont 5. Les garages se situent sur les ponts inférieurs.

### Locaux communs
Les aménagements du Ferry Rokko comprennent un restaurant situé au milieu du pont 3, des promenades intérieures et extérieures, une boutique, ainsi que deux bains publics traditionnels japonais avec vue sur la mer (appelés sentō).

### Cabines
Les cabines Ferry Rokko se situent sur les ponts 3 et 4 à l'avant et à l'arrière. Le navire est équipé de quatorze cabines Premium d'une capacité de deux à trois personnes, seize cabines doubles de 1re classe et dix quadruples ainsi que deux pouvant accueillir les animaux domestiques, 64 cabines individuelles, 252 couchettes réparties dans plusieurs dortoirs et un dortoir de style japonais d'une capacité de 30 personnes. Le navire possède également 164 cabines individuelles réservées aux transporteurs routiers. 

## Caractéristiques
Le Ferry Rokko mesure 194 mètres de long pour 27,60 mètres de large, son tonnage est de 14 200 UMS (le tonnage des car-ferries japonais étant défini sur des critères différents, il est en réalité plus élevé). Il peut embarquer 576 passagers et possède un spacieux garage pouvant embarquer 163 remorques et 80 véhicules. Le garage est accessible au moyen de deux portes rampes latérales situées à la proue et à la poupe du côté bâbord. La propulsion du Ferry Rokko est assurée par deux moteurs diesel JFE-SEMT Pielstick 12PC2-6B développant une puissance de 23 304 chevaux entrainant deux hélices à pas variables faisant filer le bâtiment à une vitesse de 23,1 nœuds. Il est aussi doté de deux propulseurs d'étrave ainsi que d'un stabilisateur anti-roulis. Les dispositifs de sécurité sont essentiellement composés de radeaux de sauvetage mais aussi d'une embarcation semi-rigide de secours. En adéquation avec les nouvelles normes environnementales, sa cheminée est équipée d'un dispositif d'épuration des fumées visant à réduire ses émissions de soufre.

## Lignes desservies
Depuis le 4 octobre 2022, le Ferry Rokko relie la région du Kansai à l'île de Kyūshū sur la liaison Kobe - Miyazaki.